# Copic

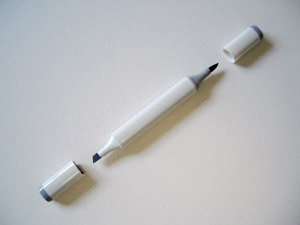
Ein Copic-Stift

Copic (jap. コピック, Kopikku) ist eine Marke für alkoholbasierte Filzstifte der japanischen Too-Gruppe mit Sitz in Minato, Tokio. Die Marke wurde 1987 eingeführt.

## Übersicht
Die Stifte gibt es in verschiedenen Ausführungen und Modellen, die alle mit Polyesterspitzen ausgestattet und nachfüllbar sind. Sie werden vor allem von professionellen Anwendern in den Bereichen Produktdesign, Grafikdesign, Illustration, Modezeichnung, für das Layout von Medien sowie in der Architektur zum Markieren und Einfärben verwendet. Auch von Mangaka und Comiczeichnern werden sie eingesetzt.
Die alkoholbasierte Tinte, die in den Filzstiften enthalten ist, ist schnelltrocknend, lässt sich bei schneller Arbeitsweise aber sehr gut verblenden oder miteinander mischen. Anders als bei anderen Filzstiften verschwimmt bei alkoholbasierten Markern die Grenze zwischen Zeichnung und Malerei. Scharfe Konturen sind ebenso möglich wie weiche Schattierungen.
Für die Arbeit mit  den Filzstiften sollte ein spezielles Papier verwendet werden. Dieses ist einseitig beschichtet und verhindert so, dass die Tinte durch das Papier bluten kann. Toner wird nicht angelöst, daher eignen sich die Stifte auch zum Kolorieren von Fotokopien. Die alkoholbasierte Tinte, die ihnen enthalten ist, trocknet wisch- und wasserfest auf und ist nicht lichtecht.
Zusätzlich bietet die Unternehmung auch andere Produkte an, wie etwa entsprechendes Papier und den Multiliner.

## Copic-Marker
Copic bietet verschiedene Produktlinien an, die sich insbesondere in der Beschaffenheit ihrer Spitze und der Farbauswahl unterscheiden. Er wird in 214 Farben hergestellt.
- Copic Classic verfügt über eine Keilspitze und eine feine Strichspitze. Weitere Spitzen können eingesetzt werden.
- Copic Sketch besitzt eine Keilspitze und eine Pinselspitze. Auch hier können weitere Spitzen ausgetauscht werden. Er wird in 358 Farben hergestellt.
- Copic Ciao enthalten weniger Tinte und sind günstiger als die Stifte der Sketch Linie. Sie besitzen ebenfalls eine flexible Pinselspitze und eine Keilspitze und werden in 180 Farben produziert.
- Copic Wide hat eine 21 mm breite Spitze, die sich besonders für das Einfärben großer Flächen eignet. Der Stift wird in 36 Farben produziert.

## Weitere Produkte
Ein Airbrush System lässt sich mit den Stiften kombinieren und erlaubt den schnellen Austausch der Farben.
Der Copic Multiliner ist ein Tuschestift, der in Kombination mit den Markern angeboten wird.